# Joseph Lesniewski
Joseph A. Lesniewski (Erie, Pensilvania, 29 de agosto de 1920 - ibídem, 23 de mayo de 2012) fue un soldado de la Compañía Easy, 2.º Batallón, 506.º Regimiento de Infantería de Paracaidistas, 101.ª División Aerotransportada durante la Segunda Guerra Mundial. Fue interpretado por el actor Simon Schatzberger en la miniserie Band of Brothers.

## Juventud
Lesniewski nació en Erie, Pensilvania, hijo de Joseph y Ciechaka Lesniewski.
Se graduó en 1939 en la Escuela Secundaria Erie Tecnológico. Fue miembro del Cuerpo Civil de Conservación y luego trabajó en General Electric. Se alistó en la Fuerza Aérea el 28 de octubre de 1942. Fue aceptado en la Escuela de Cadetes de convertirse en piloto. En agosto de 1943, Lesniewski se ofreció voluntario para las Fuerzas aerotransportadas.

## Servicio Militar
Lesniewski completó el entrenamiento de Infantería Aerotransportada en Fort Benning, Georgia.
Después fue enviado a Irlanda del Norte. Dado que tenía ascendencia polaca, fue destinado a trabajar con la Oficina de Servicios Estratégicos. Su misión consistía en saltar en la zona ocupada nazi en Varsovia, pero como los rusos invadieron la zona, el lanzamiento fue cancelado. Se le dio la opción de quedarse con su unidad o de su traslado a otra unidad, y él pidió a la 101.ª División Aerotransportada. Lesniewski se incorporó a la Compañía Easy en marzo de 1944.
Lesniewski luchó en la batalla de Normandía, la Operación Market Garden y la batalla de las Ardenas.
Lesniewski saltó aproximadamente a la 01.00  del 6 de junio de 1944 en Normandía. Aterrizó cerca del pueblo de Sainte-Mère-Église, junto con su compañero de la Compañía Easy, el paracaidista Ed Joint. Después de varios días, Lesniewski se reagrupó con su unidad y comenzó el asalto a Carentan.
Durante la Operación Market Garden en Holanda, Lesniewski fue enviado con una patrulla cerca de un dique con Joseph Liebgott, James Alley y Roderick Strohl. Después de subir a la parte superior del dique, Lesniewski se encontró cara a cara con un soldado alemán preparado para lanzar una Granada Modelo 24 contra su unidad. Joe advirtió a sus compañeros de la granada, salvando muchas vidas a su unidad, a pesar de que resultó levemente herido en el cuello por la metralla de la explosión de la granada. 
Durante el asedio de Bastoña, la Compañía Easy estuvo bajo constantes ataques de artillería de los alemanes. Durante uno de los bombardeos, Lesniewski se refugió en una trinchera poco profunda. Un proyectil cayó cerca de 60 cm en frente de él. La ojiva falló y no explotó. Lesniewski ató un pañuelo a un palo y lo clavó en el suelo, donde estaba la ojiva para advertir del peligro.

## Postguerra
Lesniewski trabajó como cartero en la oficina de correos después de la guerra.